# Хедаят, Садег
Садег Хедаят (Садек Хедаят; перс. صادق هدایت‎; 17 февраля 1903, Тегеран — 9 апреля 1951, Париж) — иранский писатель, филолог и общественный деятель. Родоначальник иранского литературного модернизма. Наиболее известен повестью «Слепая сова» (1937), переведённой на множество языков и трижды экранизированной.

## Биография

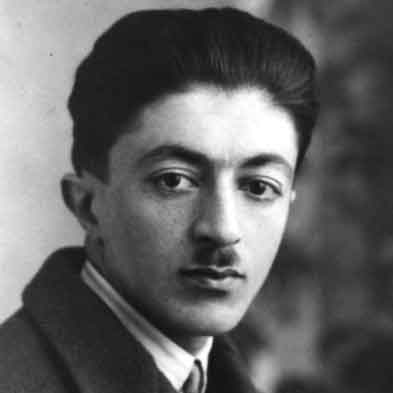
Садег Хедаят в молодости

Родился 17 февраля 1903 в Тегеране в аристократической семье, несколько поколений которой занимались литературной и политической деятельностью или служили в армии в генеральских чинах. Его прадедом был историк Риза Кули-хан Хедаят, дедом — министр образования при Мозафереддин-шахе Джафар Кули Хедаят. Сестра Садега вышла замуж за будущего генерала Хаджа Али Размару , который станет одним из премьер-министров Ирана при шахе Мохаммеде Резе Пехлеви. Ещё одна из его сестер была женой другого генерала, Абдоллы Хедаята.
Учился во французском католическом лицее Святого Людовика в Тегеране и в тегеранской высшей политехнической школе Дар ул-Фунун, затем в 1926 г. вместе с девятью другими выпускниками отправился для продолжения образования в Европу. Изучал в Бельгии инженерное дело, затем переехал во Францию, где изучал архитектуру и стоматологию, в 1927 г. из-за любви к парижанке Терезе предпринял попытку утопиться в Марне, но был спасён оказавшимися поблизости рыбаками.

По окончании учебы он должен был поступить на службу в Министерство путей сообщения. Однако Хедаята больше интересовали литература, фольклор и история, так что он получил разрешение учить французскую литературу. Много читал, в особенности книги Э. По, Гоголя, Мопассана, Чехова, Рильке, Кафки; интересовался также иранской историей и фольклором. В Бельгии опубликовал своё первое эссе «Смерть». Стал убеждённым вегетарианцем и написал трактат на эту тему.

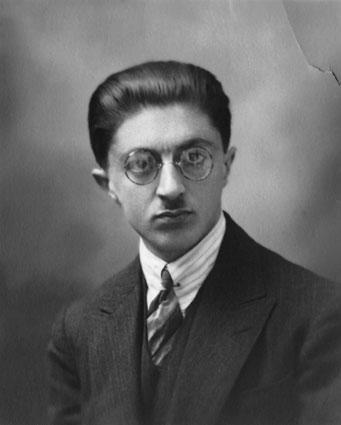
Садег Хедаят в 1928 или 1929 году

Не окончив учёбы и не получив диплома, в 1930 г. вернулся в Иран. Несмотря на уговоры семьи, он отказался снова ехать во Францию и устроился в Иране мелким служащим в Народном банке. Он тяготился этой работой и свободное время проводил в общении с молодыми иранскими интеллектуалами. В Тегеране Хедаят стал членом литературного модернистского общества и занимал второстепенные чиновничьи должности.
В 1936 году он переехал в Бомбей по приглашению одного из иранских дипломатов, в это время ему уже запретили публиковаться в Иране. В Индии изучал древнее иранское наречие — пехлеви (среднеперсидский язык) — в обществе парсов и филолога Бахрамгора Тахмураса Анклесарии. Там же он написал ряд рассказов, завершил и напечатал тиражом 50 экземпляров начатую ещё в Париже книгу «Слепая сова». Книгу впоследствии высоко оценили Генри Миллер и Андре Бретон.
В 1937 году Хедаят окончательно вернулся в Тегеран, не желая больше обременять своих друзей, за счёт которых он жил в Бомбее. В 1938 году возглавлял секретариат Управления музыки, целью которого была вестернизация традиционной иранской музыки. В 1939 году он стал редактором нового издания «Музыкальный журнал», но в 1941 году журнал закрыли, и Хедаят был вынужден пойти работать переводчиком в Университет изящных искусств, где проработал до конца 1940-х годов. Перевёл на современный язык несколько памятников средневековой персидской словесности, собирал народные предания, детские игры и песни, переводил с французского.
На общественных началах был соредактором модернистского литературного журнала «Сохан» («Слово»). Общался со многими интеллектуалами-членами коммунистической партии «Туде» и симпатизировал идеям её реформистского крыла, однако сам не занимался политической деятельностью. Он также сотрудничал с Иранским обществом культурных связей с СССР, в печатном органе которого – журнале «Паяме ноу» («Новая весть») – помещал некоторые свои сочинения.
На фоне нестабильной политической ситуации в Иране 1940-х Хедаят порвал с радикально настроенными в политическом отношении объединениями интеллектуалов и партией «Туде», когда та поддержала сепаратистские Демократическую Республику Азербайджан и Мехабадскую республику. Однако этот разрыв сделал его ещё большим изгоем на фоне остальных проблем: произведения подвергались цензуре, он не мог публиковать свои книги,, литераторы старой школы относились к нему с пренебрежением, отношения с семьей были напряжёнными, у него не было достаточно денег, началась депрессия, что повлекло за собой алкоголизм и употребление наркотиков. Последующие годы принесли Хедаяту разочарование во всём иранском — от политики и культуры до бытовых мелочей.
Его друг Хасан, который служил дипломатом во Франции, пригласил его в Париж, чтобы избавить его от депрессии, которая усиливалась с каждым днем. В 1950 г. охваченный отчаянием Хедаят уехал в Париж.  Несмотря на заботы знакомых, ему не удалось получить легальные основания для жизни во Франции, также сорвались поездки в Швейцарию и Великобританию. В приступе депрессии он уничтожил несколько рукописей своих произведений и покончил жизнь самоубийством (заткнул все двери и окна своей съемной квартиры ватой, открыл газовый вентиль и отравился угарным газом). Два дня спустя его тело было найдено полицией, с запиской для его друзей и товарищей, в которой было написано: «Я ушел и разбил ваше сердце. Вот и всё». Похоронен на кладбище Пер-Лашез.

## Творчество

Садег Хедаят в 1930 году

Садег Хедаят – автор нескольких исторических и современных пьес, рассказов и повестей, путевых записок, сборников сатирической прозы, направленной против политического и религиозного консерватизма. Наибольшим вкладом в развитие иранской литературы считаются его произведения в стиле западного модернизма и сюрреализма.
Произведения Хедаята можно условно разделить на четыре категории: романтическая национальная проза, рассказы в стиле критического реализма, сатира и психологическая драма:
- Первая категория включает историческую драму «Парвин, дочь Сассана» и книгу «Три капли крови», а также рассказы «Тень монгола» и «Последняя улыбка». В этих произведениях нашёл отражение культ персидской национальной идеологии, характерный для модернистской элиты Ирана в период после Первой мировой войны. «Последняя улыбка» — наиболее зрелая работа в этом направлении.
- Следующим творческим этапом стало обращение Хедаята к реализму. Таких произведений намного больше, и в художественном отношении они считаются более удовлетворительными. Среди них — классическая комедия «Алавийя-ханум», рассказы «В поисках Абсолюта», «Законник» и «Кладбищенский вор». Герои этих произведений – городская беднота и низший слой среднего класса. Их жизнь, полную лишений, суеверий, грусти, мелких радостей, а порой и криминала, автор описывает с юмором и иронией.
- Категорию сатирических произведений Хедаята составляют многочисленные рассказы, романы, пьесы, а также короткие и длинные анекдоты. Наиболее известна повесть «Хаджи-ага», обличающая консервативные взгляды политической элиты.
- Четвёртая категория — произведения, написанные в жанре психологической драмы. Повесть «Слепая сова» («Буфе кур») — наиболее яркий пример этого направления, вершина творчества писателя. Как и в рассказе «Три капли крови», повесть близка к европейскому символизму и сюрреализму; в произведении нет определённого времени и места действия. Другие произведения этого ряда, такие как «Заживо погребённый», «Марионетка за кулисами», «Тупик», «Тёмная комната», написаны в более реалистической манере.

Кроме художественной прозы, представляют интерес произведения Хедаята категории нон-фикшн: «Рубаи Омара Хайяма», «Человек и животное», «Смерть», «Польза от вегетарианства», «Магия в Персии», «Исфахан, половина мира» и другие.

## Сочинения

Садег Хедаят

### Рассказы и повести
- 1930 Zendé be Gūr/ Заживо погребенный, рассказы.
- 1932 Sé qatré khūn/ Три капли крови, рассказы
- 1933 Sāyé Roshan / Светотень, рассказы
- 1933 Alaviyeh Khanum/ Алавийя-ханум, рассказы
- 1937 Būf-e Kūr/ Слепая сова, повесть
- 1942 Sag-e Velgard/ Бездомный пес, рассказы
- 1944 Velengārī / Сплетни
- 1945 Hājī Āqā/ Хаджи-ага, рассказы
- 1946 Fardā/ Завтра

### Драмы
- Parvin dokhtar-e Sāsān/ Парвин, дочь Сассана
- Afsāne-ye Āfarīnesh/ Сказка о сотворении мира

### Путевые записки
- Esfahān Nesfe Jahān/ Исфахан, половина мира
- Rū-ye Jādeh-ye Namnak/ На скользкой дороге

### Эссе
- 1923 Rubaiyat-e Hakim Umar-e Khayyam/ Рубайят Омара Хайяма
- 1924 Ensan va Hayvan/ Человек и животное
- 1927 Marg/ Смерть
- 1940 Chaykuvski/ Чайковский
- 1941 Shivehha-ye Novin Dar She’r-e Parsi/ Новые течения в персидской поэзии
- 1948 Payam-e Kafka/ Послание Кафки
- al-Be`thatu-Islamiya Ellal-Belad’l Afranjiya/ Миссия ислама в Европе

### Публикации на русском языке
- Избранное, М., 1957
- Бродяга Аколь. Избранные произведения. М., 1960
- Избранные произведения. М., 1969.